# Lutold z Kromieryża
Lutold z Kromieryża – biskup elekt wrocławski w latach 1319–1326.
Lutold pochodził z Kromieryża. Miał na Śląsku beneficja w tym scholasterię głogowską. Po śmierci Henryka z Wierzbna część kapituły wybrała na biskupa Wita de Habdank. Druga część kapituły opowiedziała się za Lutoldem. Wit uzyskał aprobatę arcybiskupa gnieźnieńskiego Janisława, który udzielił mu święceń biskupich. Lutold natomiast wniósł odwołanie do papieża i wykonywał pewne funkcje jurysdykcyjne w diecezji. Proces w Awinionie ciągnął się 7 lat. Diecezją w tym czasie zarządzała kapituła wyznaczając dwóch administratorów in spiritualibus. Jako pierwszy z ubiegania się o biskupstwo zrezygnował Wit de Habdank, a po nim na początku 1326 r. Lutold.